# 수전 오시
수전 마거릿 오시(영어: Susan Margaret Auch, 1966년 3월 1일~)는 캐나다의 은퇴한 스피드스케이팅, 쇼트트랙 선수이다. 1994년 동계 올림픽과 1998년 동계 올림픽에서 500m 부문 은메달을 획득했다.